# HMS G13
HMS G13 – brytyjski okręt podwodny typu G. Zbudowany w latach 1914–1916 w Vickers, Barrow-in-Furness. Okręt został wodowany 18 lipca 1916 roku i rozpoczął służbę w Royal Navy 20 września 1916 roku. 
W 1916 roku okręt należał do Dziesiątej Flotylli Okrętów Podwodnych (10th Submarine Flotilla) stacjonującej w Tees. Jego zadaniem. podobnie jak pozostałych okrętów typu G, było patrolowanie akwenów Morza Północnego w poszukiwaniu i zwalczaniu niemieckich U-Bootów. Okręt należał do 10. Flotylli do zakończenia I wojny światowej.
10 marca 1917 roku dowodzony przez Lt. Cdr George’a Fagan Bradshawa HMS G13 w okolicach latarni morskiej Muckle Flugga na Szetlandach zatopił niemiecki okręt podwodny SM UC-43 – wszyscy członkowie załogi wraz z dowódcą Erwinem Sebelinem zginęli.
20 stycznia 1920 roku okręt został sprzedany firmie J. Smith i zezłomowany.